# ريكاردو أندروتي
ريكاردو أندروتي (بالإسبانية: Ricardo Andreutti) (30 يونيو 1987 بكاراكاس في فنزويلا - ) هو لاعب كرة قدم فنزويلي في مركز الوسط.

## روابط خارجية
- ريكاردو أندروتي على موقع قاعدة بيانات كرة القدم.إي يو (الإنجليزية)
- ريكاردو أندروتي على موقع Soccerway.com (الإنجليزية)